# Ludvík Král
Ludvík Král (* 14. prosince 1967) je český herec, zaměřující se převážně na dabing.

## Kariéra
V mladí si zahrál v několika filmech, jako například Lepší prima den, Noc rozhodnutí a Trampoty pana Humbla. Následně natrvalo zakotvil v dabingu. Na svém kontě má již více než 3200 nadabovaných postav. Dabuje například v seriálech Městečko South Park a Brickleberry. Ve hře Mafia: Definitive Edition nadaboval Dona Marca Morella.

## Zdravotní komplikace
Dle svých slov žil velmi dlouho bohémský život. To se velmi projevilo na jeho zdraví. Začal se mu razantně zhoršovat zrak, až skoro oslepl. Následně mu byla odhalena cukrovka. Výrazně změnil svůj životní styl a jeho zdraví se zlepšilo.

## Filmografie

### Filmy
- Lepší prima den (1987)
- Noc rozhodnutí (1993)
- Trampoty pana Humbla (1997)
- Malovaný děti (2003)

### Seriály
- Pražský písničkář (1997) - 1. díl
- Na lavici obžalovaných justice (1998) - 1. díl